# Tàngara gris-i-daurada
La tàngara gris-i-daurada (Poecilostreptus palmeri) és un ocell de la família dels tràupids (Thraupidae).

## Hàbitat i distribució
Habita la selva pluvial, clars i vegetació secundària de les terres baixes a l'est de Panamà, oest de Colòmbia i nord-oest de l'Equador.